# Bané
Bané ist sowohl eine Gemeinde (französisch commune rurale) als auch ein dasselbe Gebiet umfassendes Departement im westafrikanischen Staat Burkina Faso, in der Region Centre-Est und der Provinz Boulgou.
Im Jahr 2006 hatte die Gemeinde in 21 Dörfern 23.706 Einwohner.